# Tierienino (sieło w obwodzie smoleńskim)
Tierienino (ros. Теренино) – wieś (sieło) w Rosji, w obwodzie smoleńskim, w rejonie jelnińskim. W 2010 liczyła 237 mieszkańców.